# Nematalosa resticularia
Nematalosa resticularia är en fiskart som beskrevs av Nelson och Mccarthy, 1995. Nematalosa resticularia ingår i släktet Nematalosa och familjen sillfiskar. Inga underarter finns listade i Catalogue of Life.